# Обикновена летяща катерица
Обикновената летяща катерица (Pteromys volans) е вид бозайник от семейство Катерицови (Sciuridae).

## Разпространение
Видът е разпространен в Естония, Китай, Латвия, Монголия, Русия, Северна Корея, Финландия, Южна Корея и Япония.
Регионално е изчезнал в Литва и вероятно е изчезнал в Беларус.